# ハーゲン・シュルテ
ハーゲン・シュルテ（Hagen Schulte、1993年1月11日 - ）は、メジャーリーグラグビー、ユタ・ウォリアーズに所属するラグビーユニオン選手。

## プロフィール
- ニュージーランド・クライストチャーチ出身[1]。
- ポジションはスタンドオフ(SO)、フルバック(FB)。
- 身長 183cm、体重 90kg
- ドイツ代表キャップは8（2021年2月現在）。

## 略歴
ブラー、グラスゴー・ウォリアーズ、ハイデルベルガーRK、CSMブカレストを経て、2020年、ユタ・ウォリアーズに加入。 